# كينيا دي. وليمسون
كينيا دي. وليمسون (بالإنجليزية: Kenya D. Williamson)‏ (20 نوفمبر 1945 في الولايات المتحدة)؛ ممثلة، كاتبة سيناريو وروائية أمريكية. درست في جامعة تمبل.

## روابط خارجية
- كينيا دي. وليمسون على موقع IMDb (الإنجليزية)
- كينيا دي. وليمسون على موقع قاعدة بيانات الفيلم (الإنجليزية)